# Feel (album Namie Amuro)
Feel – jedenasty album japońskiej piosenkarki Namie Amuro, wydany 10 lipca 2013 roku w wersji CD, CD+DVD i CD+Blu-Ray.

## Lista utworów
CD
| 1.  | Alive                  | 3:27  |
|     |                        |       |
| 2.  | Rainbow                | 3:03  |
|     |                        |       |
| 3.  | Can You Feel This Love | 3:59  |
|     |                        |       |
| 4.  | Big Boys Cry           | 3:22  |
|     |                        |       |
| 5.  | Hands On Me            | 3:15  |
|     |                        |       |
| 6.  | Heaven                 | 3:31  |
|     |                        |       |
| 7.  | Poison                 | 3:51  |
|     |                        |       |
| 8.  | La La La               | 2:59  |
|     |                        |       |
| 9.  | Supernatural Love      | 3:23  |
|     |                        |       |
| 10. | Let Me Let You Go      | 4:02  |
|     |                        |       |
| 11. | Contrail               | 4:12  |
|     |                        |       |
| 12. | Stardust In My Eyes    | 3:25  |
|     |                        |       |
|     |                        | 42:29 |
|     |                        |       |
DVD/Blu-ray
| 1. | Alive (Teledysk)                                     |  |
|    |                                                      |  |
| 2. | Big Boys Cry (Teledysk)                              |  |
|    |                                                      |  |
| 3. | Hands On Me (Teledysk)                               |  |
|    |                                                      |  |
| 4. | Heaven (Teledysk)                                    |  |
|    |                                                      |  |
| 5. | Let Me Let You Go (Teledysk)                         |  |
|    |                                                      |  |
| 6. | Contrail (Teledysk)                                  |  |
|    | Bonus                                                |  |
| 7. | Can You Feel This Love (English Ver.) -Making Movie- |  |
|    |                                                      |  |

## Pozycje na listach i certyfikaty

### Oricon
| Diagram                                                    | Pozycja |
| ---------------------------------------------------------- | ------- |
| Dzienny diagram Oricon (w pierwszym dniu sprzedaży)        | #1      |
| Tygodniowy diagram Oricon (w pierwszym tygodniu sprzedaży) | #1      |
| Miesięczny diagram Oricon (w pierwszym miesiącu sprzedaży) | #1      |
| Roczny diagram Oricon                                      | #6      |

### Certyfikaty
Album Feel osiągnął 1. miejsce w dziennym i tygodniowym rankingu Oriconu. Sprzedano 111 458 egzemplarzy w pierwszym dniu i w sumie 247 689 egzemplarzy w pierwszym tygodniu. W 2013 roku album sprzedał się w 382 684 egzemplarzy, zajął szóste miejsce jako album roku.
Album Feel zdobył platynowy certyfikat przyznawany przez Recording Industry Association of Japan za ponad 250 000 sprzedanych egzemplarzy.
Piosenka "Contrail" została użyta jako piosenka przewodnia do Serialu stacji TBS "Sora Tobu Kouhoushitsu".